# Soroti (district)
Le district de Soroti est un des districts les plus pauvres d'Ouganda. Sa capitale est Soroti.